# Josip Luetić
Josip (Jozo) Luetić (Ošlje, Dubrovnik, 2. ožujka 1920. – 26. veljače 2005.), hrvatski pomorski i kulturni povjesničar. Jedan od najvažnijih povjesničara hrvatskog pomorstva.

## Životopis
Rođen u Ošlju. U Dubrovniku završio osnovnu, srednju školu i Pomorsko-trgovačku akademiju. Studirao u Zagrebu ekonomiju, koji je prekinuo zbog sudioništva u hrvatskom pokretu otpora. Zbog sudjelovanja u pokretu otpora 1942. talijanske ga vlasti uhićuju, zatvaraju i interniran u Italiji (Trst, Venecija, Pisa, Volterra). Poslije rata član IO Gradskog odbora Dubrovnika i poslije direktor poduzeća Luka i skladište u Dubrovniku.
Školovanje nastavio poslije rata. U Rijeci diplomirao na Višoj pomorskoj školi. U Zadru je studirao povijest na Filozofskom fakultetu. 1948. je godine otišao u Dubrovnik gdje je preuzeo Pomorski muzej, a već nakon godine je direktor. Dubrovački muzej je postao Zavod HAZU za povijesna istraživanja pomorstva južne Dalmacije.
Najveći dio opusa posvećen je pomorstvu Dubrovačke Republike, povijesti međunarodnog brodarstva i kulturnoj povijesti brodarstva. Istraživanjima opisao i dokazao snagu dubrovačkog pomorstva i važnost njegova utjecaja na snagu Dubrovačke Republike. Bavio se trgovačkim jedrenjacima, posebno onima kojima su hrvatski brodograditelji dali neke svoje osobine, poput galijuna, gripa, ormanice, filjuge, galijice i ost. Prepoznao je važnost ljudskih resursa. Utvrdio je imena, podrijetlo, brojnost i pomorska zvanja za 17. i 18. te za prve godine 19. stoljeća, sastavivši kartoteku pomoraca i kapetana. Pored pomoraca, drugi ljudski resurs koji je proučio su brodovlasnici te pomorska ikonografija, te je u nekoliko radova o B. V. Ivankoviću, utvrdio da je taj hrvatski slikar brodova iz 19. st. važan u svjetskim razmjerima. Proučavao je i slikare koji su ukrašavali brodove (16. – 17. st.). Bavio se dubrovačkim konzulatima, koji su funkcionirali i kao pomorske agencije svoje države. Pored dubrovačkog, proučavao je brodarstva Bara, Budve, Herceg Novog, Kotora, Perasta, Splita, Šibenika i Trogira te brodarstva Korčule, Hvara, Visa i Rijeke u 16., 17. i 18. stoljeću. Pridonio veksikologiji (zastava dubrovačke države), o odjeći pomoraca, medicinskoj povijesti (djela o medicinskoj službi na brodovima). Jezikoslovlju pridonio pionirskim radovima o govornom jeziku dubrovačkih pomoraca. Pisao o pomorskoj muzelogiji i o brodomodelarstvu starih jedrenjaka. Opus mu je išao i u opis ondašnjih vremena. Prvi je bio koji je pisao o radionici puščanog praha u dubrovačkoj državi, o kavanskom životu u starom Dubrovniku. Ekonomskoj povijesti prinose je dao tekstovima o pomorskim osiguravajućim društvima u Dubrovačkoj Republici, te o ekonomsko-društvenim prilikama zadnjeg desetljeća Dubrovačke Republike.
Brojne rasprave, članke i studije objavio je u domaći i inozemnim časopisima. Organizator znanstvenih skupova i urednik časopisa. Časopisi u kojima je objavio radove su dubrovački časopisi Anali Historijskog instituta JAZU u Dubrovniku, Beritićev zbornik, Dubrovnik, Građa za pomorsku povijest Dubrovnika, Naše more, zagrebačka Brodogradnja, Vijesti muzealaca, splitski Jugoslavenski mornar, Mogućnosti, Mornarički glasnik, Prilozi povijesti umjetnosti u Dalmaciji, Vojno-pomorski ogledi, riječki Jadranski zbornik, Pomorstvo, a od inozemnih kotorski Godišnjak Pomorskog muzeja, beogradski Muzeji, Vesnik vojnog muzeja i dr.
Suradnik Zbornika dubrovačko pomorstvo, Pomorske enciklopedije i Enciklopedije likovne umjetnosti. Napisao knjige O pomorstvu dubrovačke republike u XVI stoljeću (1955.) i Pomorstvo Dubrovačke republike u XVII stoljeću (1964.).
Član raznih domaćih i međunarodnih znanstvenih društava.

## Nagrade
- Nagrada Grada Dubrovnika 1963. za rezultate na proučavanju povijesti dubrovačkog pomorstva.
- Orden rada sa zlatnim vijencem 1963. godine.